# トマス・ワトソン＝ウェントワース (初代ロッキンガム侯爵)
初代ロッキンガム侯爵トマス・ワトソン＝ウェントワース（英語: Thomas Watson-Wentworth, 1st Marquess of Rockingham KB 、1693年11月13日 – 1750年12月14日）は、イギリスの政治家。ホイッグ党所属。1715年より庶民院議員を務めた後、1728年にモルトン男爵に、1734年にモルトン伯爵に、1746年にロッキンガム侯爵に叙された。

## 生涯
トマス・ワトソン（後に姓をワトソン＝ウェントワースに改める。第2代ロッキンガム男爵エドワード・ワトソンの三男）とアリス・プロビー（Alice Proby、初代準男爵トマス・プロビーの娘）の息子として生まれた。1707年5月15日にケンブリッジ大学セント・ジョンズ・カレッジに入学、1708年にM.A.の学位を修得、同年にシェフィールド近くのホールフィールド・ハウスを購入した。1723年に父からウェントワース・ウッドハウスを継承すると改築を行い、以降ウェントワース・ウッドハウスは次男チャールズの増築を経て現在に至る。

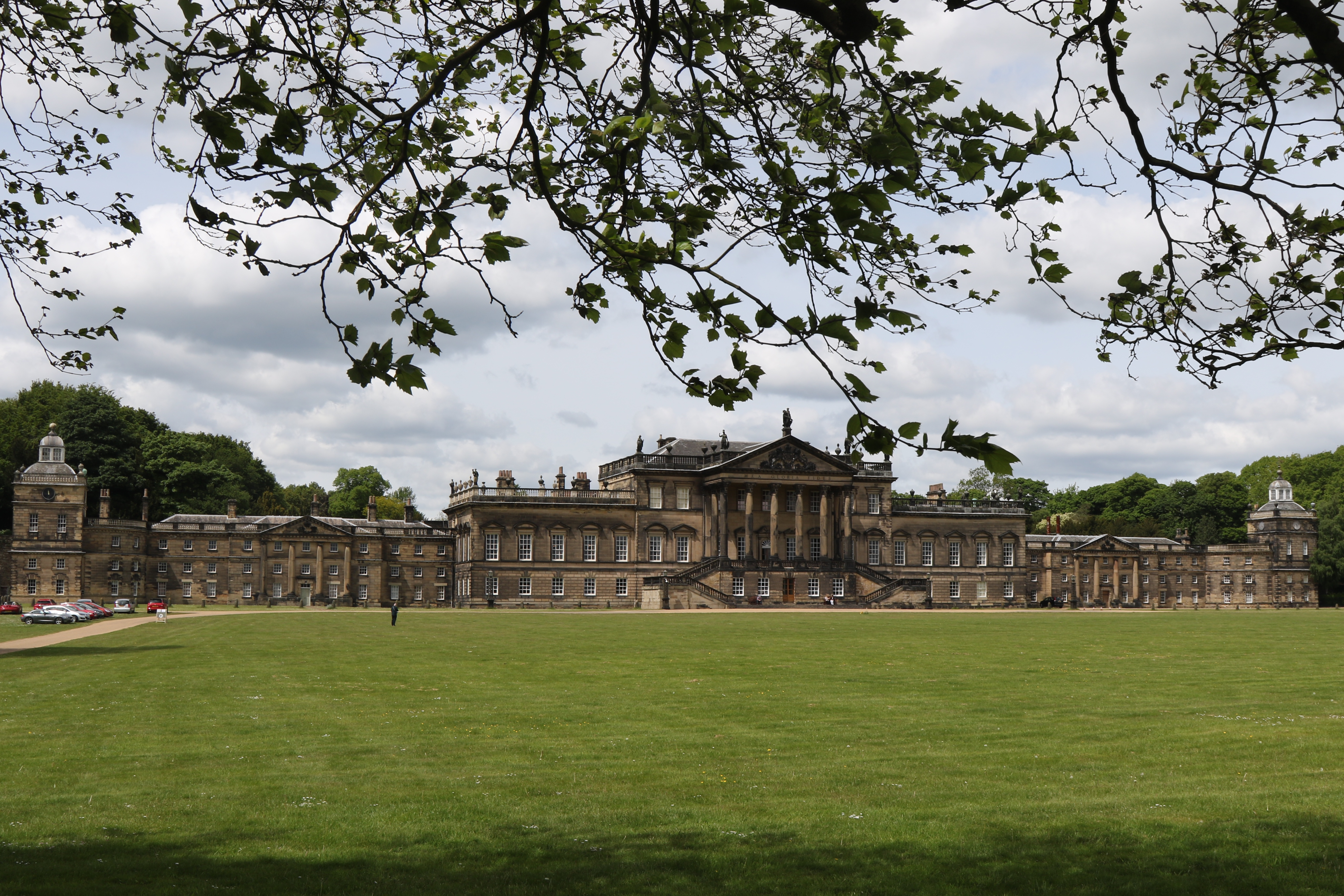
ウェントワース・ウッドハウス

1715年イギリス総選挙でモルトン選挙区から出馬して庶民院議員に当選、1722年イギリス総選挙にも再選された。1723年に父が死去すると、父の代わりにヨークシャーにおけるホイッグ党員の指導者になり、1725年にはバス勲章を授与された。1727年イギリス総選挙ではヨークシャー選挙区に鞍替えして再選されたが、1728年にモルトン男爵に叙されたため庶民院を離れた。同時期に弁護士の助言を受けて、17世紀の古物収集家リチャード・ガスコイン（Richard Gascoigne、1579年 – 1661年）が遺した手稿を燃やしている。
1733年にアイルランド枢密院の枢密顧問官に任命され、同年から1750年までウェスト・ライディング・オブ・ヨークシャー知事を務めたほか、1734年11月にモルトン伯爵に叙され、1746年2月に第3代ロッキンガム伯爵トマス・ワトソンからロッキンガム男爵の爵位とロッキンガム城を継承、同年4月にロッキンガム侯爵に叙された。1750年12月14日に死去、ヨーク・ミンスターに埋葬された。長男が早世したため、爵位は次男チャールズが継承した。

## 家族

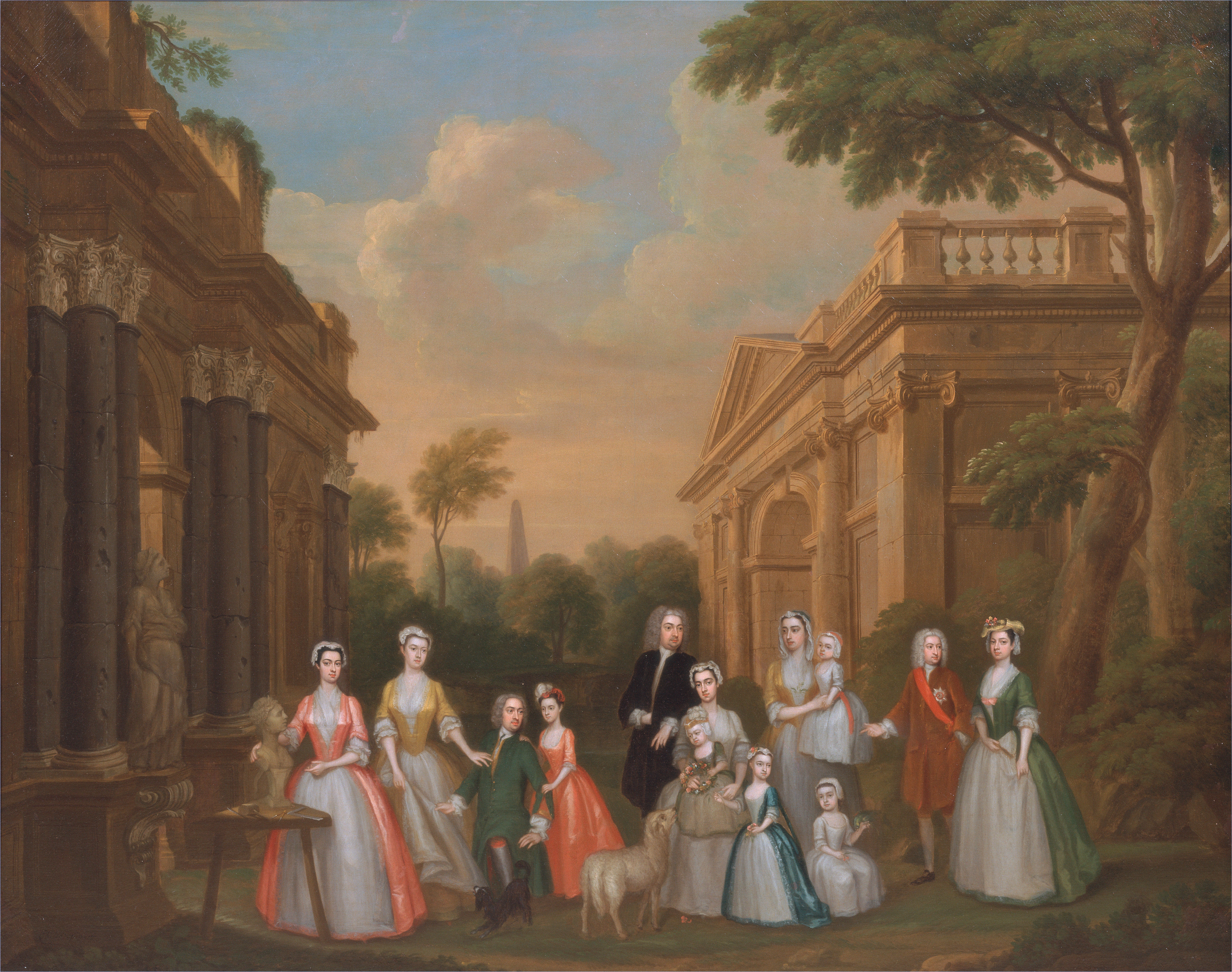
ワトソン＝ウェントワース家とフィンチ家、チャールズ・フィリップス作、1732年頃。

1716年9月22日、第2代ノッティンガム侯爵ダニエル・フィンチの娘メアリーと結婚、2男3女をもうけた。
- ウィリアム（1728年 – 1739年） - ハイアム子爵の儀礼称号を使用
- チャールズ（1730年 – 1782年） - 第2代ロッキンガム侯爵、イギリスの首相
- アン（1769年没） - 第3代フィッツウィリアム伯爵ウィリアム・フィッツウィリアムと結婚
- メアリー - ジョン・ミルバンク（John Milbanke）と結婚
- ヘンリエッタ・アリシア（Henrietta Alicia） - ウィリアム・スタージョン（William Sturgeon）と結婚